# Classe Liuzzi
La classe Liuzzi est une classe de quatre sous-marins construits pour la Marine royale italienne (en italien : Regia Marina) à la fin des années 1930.
Les sous-marins ont été construits en 1939 et ont commencé leur service de la Seconde Guerre mondiale dans la mer Méditerranée, où le Console Generale Liuzzi a été coulé. Les trois sous-marins survivants ont été transférés à la base sous-marine BETASOM Atlantic à Bordeaux en 1940. Après le naufrage du Capitano Tarantini, les Alpino Bagnolini et Reginaldo Giuliani ont été sélectionnés pour être convertis en "sous-marins de transport" afin d'échanger des biens commerciaux rares ou irremplaçables avec le Japon. La capacité de chargement de 160 tonnes a réduit la flottabilité de réserve de 20-25% à 3,5-6% ; et l'armement a été réduit à des mitrailleuses défensives.

## Histoire et caractéristiques
La classe Liuzzi était dérivée de celle des précédents sous-marins océaniques de la classe Brin, mais avec des dimensions et une portée accrues et une disposition différente de l'armement d'artillerie; l'apparence rappelait beaucoup celle des sous-marins contemporains de la classe Marconi, et bien qu'ils reproduisent certains des défauts de la classe Brin, en premier lieu la navigabilité médiocre, ils se sont avérés être parmi les meilleurs sous-marins de la Regia Marina construits pendant l'entre-deux-guerres.
Les Liuzzi étaient des sous-marins de haute mer (ou de "grande croisière") à double coque partielle. Ils déplaçaient 1 166 tonnes en surface et 1 484 tonnes en immersion. Les sous-marins mesuraient une longueur totale de 76,1 mètres, une largeur de 6,98 mètres et un tirant d'eau de 4,55 mètres. Ils avaient une profondeur de plongée opérationnelle de 100 mètres. L'équipage se composait de 7 officiers et 51 sous-officiers et marins,.
Le système de propulsion était de type conventionnel, avec deux moteurs diesel pour la navigation de surface, d'une puissance totale de 3 420 chevaux-vapeur (2 517 kW), chacun entraînant un arbre d'hélice. En immersion, chaque hélice était entraînée par un moteur électrique de 625 chevaux-vapeur (460 kW). Ils pouvaient atteindre 17,8 nœuds (32,9 km/h) en surface et 8 nœuds (14,8 km/h) sous l'eau. En surface, la classe Liuzzi avait une autonomie de 13 204 milles nautiques (24 453 km) à 8 nœuds (15 km/h); en immersion, elle avait une autonomie de 111 milles nautiques (200 km) à 4 nœuds (7,4 km/h),.
Les sous-marins étaient armés de huit tubes lance-torpilles de 53,3 centimètres (21 pouces), quatre à l'avant et quatre à l'arrière. L'armement d'artillerie pour le combat en surface était basé sur un canon de pont OTO 100/47 (sur certains sous-marins était initialement monté l'ancien 102/35 Model 1914, puis remplacé lorsque la pièce plus moderne devenait disponible en quantité suffisante), placé sur le pont à l'avant de la tour de contrôle (kiosque) (et non à l'arrière à l'intérieur de la structure de la tour de contrôle elle-même comme sur les sous-marins de la classe Brin précédentes). Leur armement anti-aérien consistait en deux systèmes jumeaux de mitrailleuses Breda Model 1931 de 13,2 mm,.

## Unités
| Regia Marina - Classe Liuzzi | Regia Marina - Classe Liuzzi                    | Regia Marina - Classe Liuzzi | Regia Marina - Classe Liuzzi | Regia Marina - Classe Liuzzi | Regia Marina - Classe Liuzzi |
| Sous-marin                   | Chantier                                        | Début de construction        | Lancement                    | Entrée en service            | Destination finale |
| ---------------------------- | ----------------------------------------------- | ---------------------------- | ---------------------------- | ---------------------------- | --- |
| Console Generale Liuzzi      | Cantieri navali Tosi di Taranto (Tosi), Tarente | Octobre 1938                 | 17 septembre 1939            | 21 novembre 1939             | Coulé le 27 juin 1940 au sud de la Crète par les destroyers britanniques HMS Dainty (H53) et HMS Ilex (D61)                                                           |
| Alpino Bagnolini             | Cantieri navali Tosi di Taranto (Tosi), Tarente | 15 décembre 1938             | 28 octobre 1939              | 22 décembre 1939             | Capturé par les Allemands à Bordeaux le 10 septembre 1943, nommé UIT-22. Coulé le 11 mars 1944 au sud du Cap de Bonne-Espérance par un avion de l'Union Sud-Africaine |
| Capitano Tarantini           | Cantieri navali Tosi di Taranto (Tosi), Tarente | 5 avril 1939                 | 7 janvier 1940               | 16 janvier 1940              | Coulé dans le Golfe de Gascogne le 15 décembre 1940 par le sous-marin britannique HMS Thunderbolt (N25)                                                               |
| Reginaldo Giuliani           | Cantieri navali Tosi di Taranto (Tosi), Tarente | 10 mars 1939                 | 3 décembre 1939              | 3 février 1940               | Capturé par les Japonais à Singapour le 10 septembre 1943, nommé UIT-23. Coulé le 14 février 1944 dans le détroit de Malacca par le sous-marin anglais HMS Tally-Ho   |

### Console Generale Liuzzi
Lancée en 1938, le Console Generale Liuzzi est destiné à opérer en Méditerranée orientale le 16 juin 1940. Après 9 jours de mission, il reçoit l'ordre de revenir le 25 juin et l'unité est interceptée par un escadron de destroyers britanniques, composé de HMS Dainty (H53), HMS Ilex (D61), HMS Decoy (H75), HMS Defender (H07), HMS Voyager (D31),. Afin d'échapper aux grenades sous-marines, le commandant Bezzi fait immerger le sous-marin à une profondeur de 180 m (600 pieds), bien qu'il n'ait été testé "que" jusqu'à 100 m (330 pieds). En raison des dommages subis par les grenades sous-marines, il est forcé de faire surface et, vu la forte mer, le sous-marin ne peut pas utiliser son canon de pont contre les unités britanniques. Une fois refait surface, le commandant Bezzi fait sortir les marins qui sont capturés par les Britanniques. Après s'être assuré que tout était en sécurité, il ferme les portes et coule le sous-marin à 20 heures le 27 juin dans les eaux de Crète. 10 membres de l'équipage ont péri, ainsi que le capitaine de corvette Lorenzo Bezzi, qui a reçu la médaille d'or pour sa valeur militaire.

### Alpino Bagnolini
Au début de la guerre, il opère en Méditerranée et, sous le commandement du capitaine de corvette L. F. Tosoni Pittoni, il coule le croiseur de la marine britannique HMS Calypso (D61) (4 180 tonnes) le 12 juin 1940, puis, le 18 septembre 1940, le navire marchand britannique Cabo Tortosa. Transféré à Bordeaux le même mois de septembre, il commence à opérer dans l'Atlantique et, sous le commandement du capitaine de corvette  M. Tei, il coule le navire marchand britannique Amicus (3 660 tonneaux) le 19 décembre 1940. Au printemps 1943, il est transformé en sous-marin de transport. Lors de l'armistice du 8 septembre 1943, il est capturé par les Allemands près de Bordeaux et nommé UIT-22.

### Capitano Tarantini
Dans le théâtre méditerranéen, sous le commandement du capitaine de corvette A. Iaschi, il coule le navire marchand panaméen Beme (3 040 tonneaux) le 11 juillet 1940. Transféré en août 1940 à Bordeaux, il est coulé par le sous-marin de la marine britannique HMS Thunderbolt (N25) le 15 décembre 1940, laissant 5 survivants.

### Reginaldo Giuliani
Après une activité infructueuse en Méditerranée, il est transféré dans l'Atlantique à la base de Bordeaux, sous le commandement du capitaine de corvette R. d'EliaDe juin 1941 à mai 1942, il est affecté à la base de Gotenhaven à la section tactique des sous-marins Marigammason pour former les équipages italiens de sous-marins aux procédures navales allemandes.
En 1942, il retourne aux missions de guerre dans l'Atlantique sous le commandement du capitaine de frégate G. Bruno. Le 10 août 1942, il coule le navire marchand britannique Medon (5 445 tonneaux), le 13 août 1942, l'américain California (5 441 tonneaux) et le britannique Sylvia de Larrinaga (5 218 tonneaux).
Au début de 1943, il est converti en transport de matériel. Il part le 23 mai 1943 de Bordeaux, sous le commandement du capitaine de corvette M. Tei, pour Singapour avec 130 tonnes de matériel. Il arrive à Singapour le 1er août 1943. Lors de l'armistice du 8 septembre 1943, il est pris par les Japonais et remis à la marine allemande qui l'utilise sous la désignation UIT-23.

## Source de la traduction
- (it) Cet article est partiellement ou en totalité issu de l’article de Wikipédia en italien intitulé « Classe Liuzzi » (voir la liste des auteurs).